# F-Spot
F-Spot — программа для работы с цифровыми фотографиями, фотоорганайзер для GNOME.

## Возможности программы
- Древовидная система меток.
- Фильтры поиска, шкала времени.
- Отображение и экспорт метаданных EXIF и XMP.
- Поддерживаемые форматы: JPEG, PNG, TIFF, DNG, цифровые негативы RAW (CR2, PEF, ORF, SRF, CRW, MRW, NEF и RAF), GIF, SVG и PPM (по состоянию на июнь 2007, цифровые негативы RAW в F-Spot не проявляются).
- Импорт фотографий напрямую с фотокамеры (используется libgphoto2).
- Применение к фотографиям различных эффектов, в том числе коррекция эффекта красных глаз.
- Версионность редактирования.
- Экспорт фотографий на CD.
- Публикация в интернете (поддерживаются: Flickr, Gallery, Google Picasa Web Album или O.r.i.g.i.n.a.l, SmugMug).

## Техническая информация
F-Spot написан на языке C#, используя Mono. Проект был начат Этторе Пераццоли (Ettore Perazzoli) и продолжен Ларри Ивингом, автором талисмана Linux и сотрудником Novell.